# تیم دوچرخه‌سواری پژو
تیم دوچرخه‌سواری پژو (فرانسوی: Peugeot‎) یک تیم دوچرخه‌سواری در کشور فرانسه بوده.
این تیم در سال ۱۹۰۱ تأسیس و در سال ۱۹۸۶ منحل شده‌است. تیم پژو در بخش تیمی تور دو فرانس ۱۹۸۱ به قهرمانی دست پیدا کرده‌است.